# ريس درايفر: غريد
ريس درايفر: غريد (بالإنجليزية: Race Driver: Grid)‏ ، هي لعبة فيديو إلكترونية من نوع سباقات السيارات نشرها شركة كودماسترز البريطانية سنة 2008م ، وتعمل على أنظمة بلاي ستيشن 3 ومايكروسوفت ويندوز وإكس بوكس 360.